# Palais Herberstorff

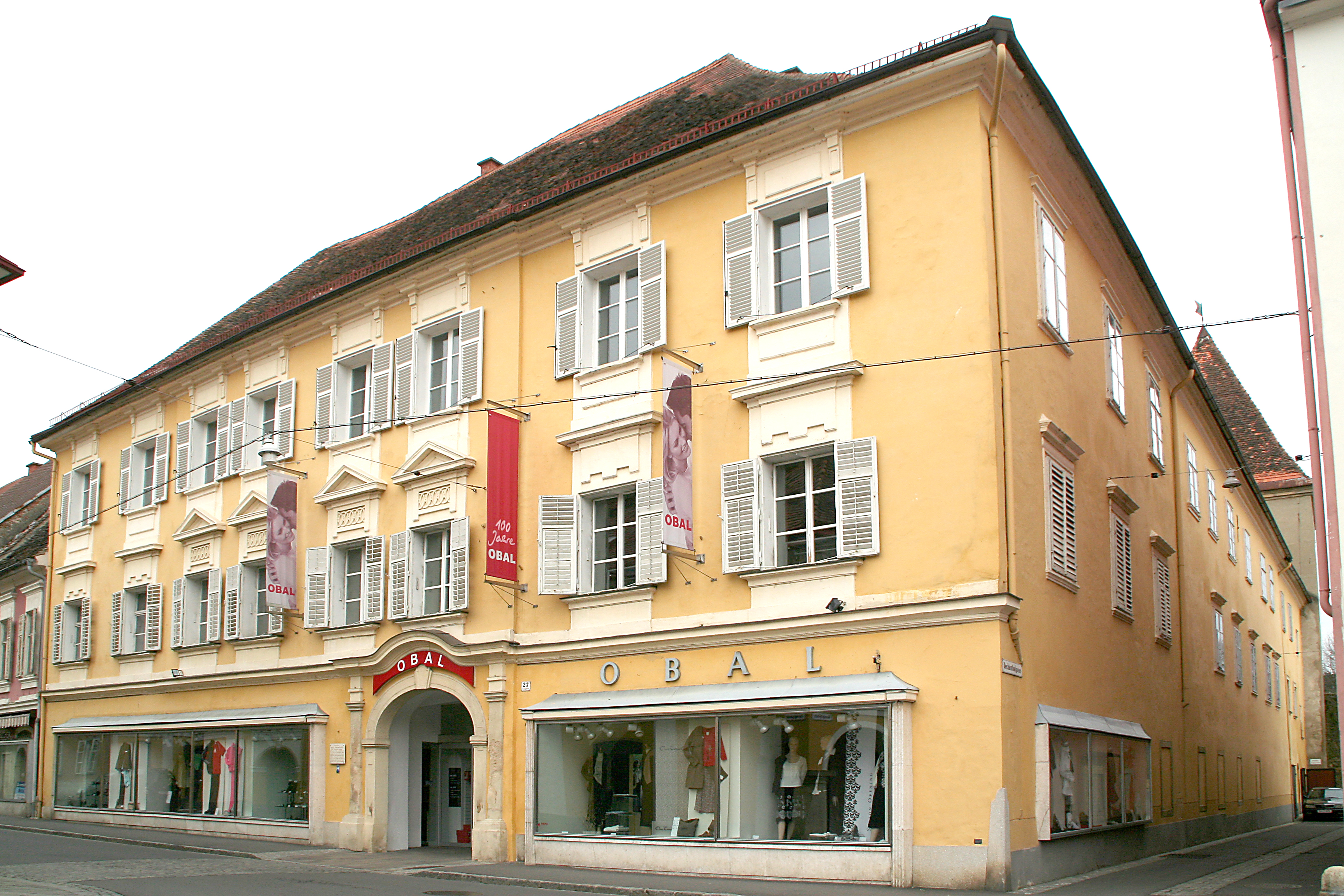
Hauptfront zur Langgasse, rechts hinter der Obal-Turm, der mittige westliche Wehrturm der Festung Radkersburg

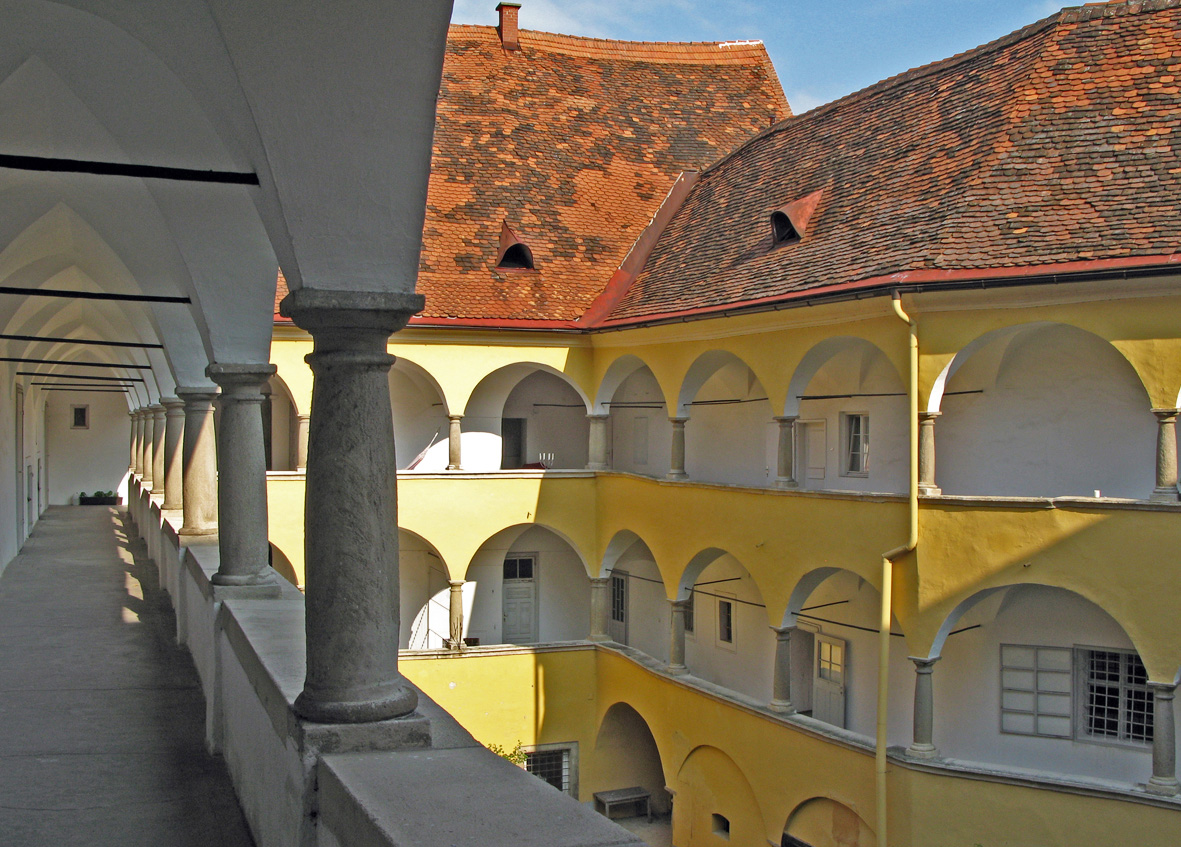
Palais Herberstorff, Der Innenhof mit den Arkadengängen.

Das Palais Herberstorff, auch Freyspurghof oder Freyspurger Hof genannt, ist ein Bauwerk inmitten der historischen Altstadt von Bad Radkersburg. Mit seinem dreigeschoßigen Renaissance-Arkadenhof vertritt es den Typus eines Renaissancepalais in der Region. Es steht unter Denkmalschutz.

## Lage
Das Palais steht am sogenannten Obal-Turm der mittelalterlichen Stadtbefestigung, welcher im W-Punkt der Ost-West-Achse der Mittelalterlichen Stadtplanung situiert wurde. Das Zeltdach des Turmes kann aus dem östlichen Bereich des Hauptplatzes gesehen werden. Das Palais Herberstorff trägt heute die Hausbezeichnung Langgasse Nr. 27 und ist mit seiner klassizistischen Fassade aus dem Jahre 1803 und der zweireihigen, siebenachsigen Fensterfront zum Hauptplatz ausgerichtet. Der Eingang zum schönsten Arkadenhof der Stadt ist durch ein Seitenportal von der Dechanthofgasse aus möglich. Der ursprüngliche Haupteingang von der Langgasse dient derzeit als Eingang in das bestehende Geschäft. Mit seinem Westflügel berührt das Gebäude den mittelalterlichen Mauerring der einstigen Stadtbefestigung und lehnt sich an den wuchtigen, etwas vorgeschobenen, sogenannten Obal-Turm, ein Wehrturm aus dem Mittelalter, Teil der südlichen Bereichs der Pfaffen-Bastei. Bereits im September 1952 wurde das prächtige Gebäude als erstes Privathaus der Stadt unter Denkmalschutz gestellt. Es wird derzeit als Wohn- und Geschäftshaus genutzt.

## Geschichte
Zu den Schutzherren der Stadt Radkersburg gehörte in den letzten Jahrzehnten des 13. Jahrhunderts Hartwig von Monsberg. Um das Jahr 1290 wird er als landesfürstlicher Burggraf der Stadt erwähnt und verstarb hier vermutlich nach 1294. Seit dieser Zeit dürfte das Rittergeschlecht der Monsberger in der Stadt Radkersburg einen mit adeligen Privilegien ausgestatteten Freihof, in dem sie über einen längeren Zeitraum lebten und zu Vermögen kamen, besessen haben.
Als die Monsberger um das Jahr 1410 ausstarben, erlangten die mit ihnen verwandten Stickelberg den Radkersburger Freihof. Leuthold von Stickelberg vererbte das Stadthaus und die dazugehörige Gült, die freies Eigentum war, an seinen Vetter Konrad. Dessen Tochter Barbara von Stickelberg brachte die Herrschaft im Jahre 1432 als Mitgift an ihren Gatten Heinrich von Enzersdorf. Wilhelm, ein Sohn aus dieser Ehe wurde 1459 als Grundherr des „Enzersdorferischen Freihofs“ erwähnt, und im Jahre 1527 war die Herrschaft in Händen des Veit von Enzersdorf. Dessen Erben ließen 1542 den Ertrag der Herrschaft neu einschätzen und eine Gültaufsandung erstellen. Im Jahre 1580 verkaufte Wolf Christian von Enzersdorf die Herrschaft mit dem städtischen Edelmannssitz an die Eheleute, den Freiherrn Karl von Herberstorff und dessen „Hausfrau“ Anna Susanne, geborene Liechtenstein. 

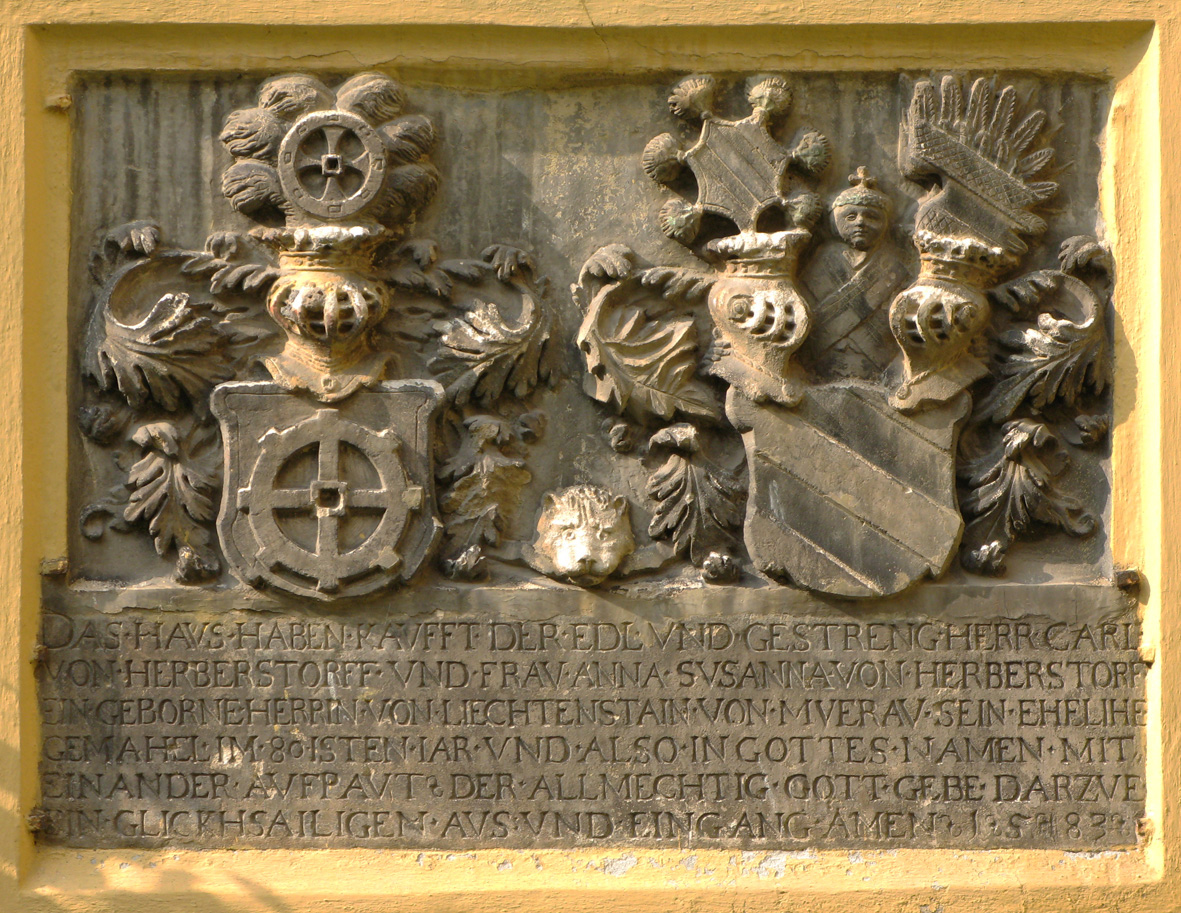
Palais Herberstorff, Die Wappentafel am Nordflügel des Innenhofs.

Herberstorff und seine Gattin, die bereits mit dem unmittelbar vor der Stadt gelegenen Prentlhof in der Radkersburger Region begütert waren, ließen den alten Herrschaftssitz abbrechen und beauftragten den Festungsbaumeister Baumeister Giovanni Battista della Porta de Riva, das Bauwerk mit dem prächtigen Arkadeninnenhof zu errichten.
An den Bauherrn und seine Gattin erinnert eine Wappentafel die sich an der Fassade des Nordflügel im Innenhof des Hauses erhalten hat. Sie zeigt links das Wappen der Herberstorff, ein vierspeichiges Mühlrad mit acht Schaufeln und rechts, jenes der Liechtenstein-Murau, zwei schrägrechte schwarze Balken im silbernen Feld. Der Denkstein trägt folgende Inschrift:
DAS * HAVS * HABEN * KAVFFT * DER * EDL * VND * GESTRENG * HERR * CARL * VON * HERBERSTORFF * VND * FRAV * ANNA * SVSANNA * VON * HERBERSTORF * EIN * GEBORNE * HERRIN * VON * LIECHTENSTAIN * VON * MVERAV * SEIN * EHELIHE * GEMAHEL * IM * 80 ISTEN * IAR * VND * ALSO * IN * GOTTES * NAMEN * MIT * EINANDER * AVFPAVT * DER * ALLMECHTIG * GOTT * GEBE * DARZVE * EIN * GLICKHSAILIGEN * AVS * VND * EINGANG * AMEN * 1583